# Cyathura shinjikoensis
Cyathura shinjikoensis is een pissebed uit de familie Anthuridae. De wetenschappelijke naam van de soort is voor het eerst geldig gepubliceerd in 2001 door Nunomura.